# New South Wales Open 1976
Il New South Wales Open 1976 è stato un torneo di tennis giocato sull'erba. È stata l'85ª edizione del torneo, che fa parte del Commercial Union Assurance Grand Prix 1976 e del WTA Tour 1976. Si è giocato a Sydney in Australia dal 26 dicembre 1976 al 2 gennaio 1977.

## Campioni

### Singolare maschile
Tony Roche ha battuto in finale  Dick Stockton con il punteggio di 6–3 3–6 6–3 6–4

### Singolare femminile
Kerry Reid ha battuto in finale  Dianne Fromholtz con il punteggio di 3–6, 6–2, 6–3

### Doppio maschile
Kim Warwick /  Syd Ball hanno battuto in finale  Mark Edmondson /  John Marks con il punteggio di 6–3, 6–4

### Doppio femminile
Helen Gourlay /  Betsy Nagelsen hanno battuto in finale  Dianne Fromholtz /  Renáta Tomanová con il punteggio di 6–4, 6–1